# Dorian Coninx
Dorian Coninx (ur. 28 stycznia 1994 w Échirolles) – francuski triathlonista, brązowy medalista olimpijski.
Dwukrotnie uczestniczył w igrzyskach olimpijskich. W 2016 roku na igrzyskach w Rio de Janeiro zajął 36. miejsce w zawodach indywidualnych. Na igrzyskach olimpijskich w Tokio wziął udział w dwóch konkurencjach – zajął 17. miejsce w zawodach indywidualnych oraz zdobył brązowy medal olimpijski w sztafecie mieszanej (wraz z nim francuską sztafetę stanowili: Léonie Périault, Cassandre Beaugrand i Vincent Luis).
W 2019 roku zdobył dwa medale światowych wojskowych igrzysk sportowych w Wuhan – brązowy indywidualnie i srebrny drużynowo.